# Florentin Smarandache
Florentin Smarandache (* 10. Dezember 1954 in Bălcești, Kreis Vâlcea) ist ein rumänisch-amerikanischer Künstler und Autor. Die Wissenschaftlichkeit seiner Schriften zur Mathematik und Philosophie ist umstritten.

## Leben
Smarandache verließ 1988 sein Geburtsland Rumänien und emigrierte 1990 in die Vereinigten Staaten. 1997 promovierte er auf dem Gebiet der Mathematik an der staatlichen Universität von Chișinău, Moldawien. Er arbeitete von 1997 bis 2003 als Assistenzprofessor und seit 2003 als Associate Professor für Mathematik an der University of New Mexico, Gallup, einem zweijährigen College.

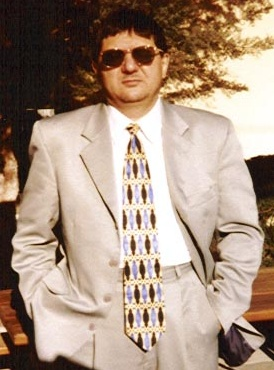
Florentin Smarandache

## Werk
Smarandache publizierte Gedichte, einen Roman, Dramen und Dichtungen in Rumänisch, Französisch und Englisch. Seine Werke beziehen sich oft auf Paradoxien. Er erfand eine von ihm „Neutrosophie“ genannte Behandlungsweise logischer Probleme und nennt seine Position „Paradoxismus“. Smarandache veröffentlichte sowohl mathematische, philosophische als auch künstlerische Schriften und gab eigene Texte und solche seiner Anhänger in Anthologien heraus.

### Kunst
Smarandache nennt seine künstlerische Position „Outer-Art“. Er hat sie in den 1990er Jahren erklärt: es gehe darum, die am wenigsten künstlerischen Dinge zu schaffen und sie Kunstwerk zu nennen.
Florentin Smarandache bezeichnet seine künstlerisch-politische Auffassung seit den 1980er Jahren als Paradoxismus. Es gehe ihm um einen antitotalitären Protest, um eine literarische, künstlerische, geistes- und naturwissenschaftliche Avantgarde, die den exzessiven Einsatz von Antithesen, Antinomien, Widersprüchen, Parabeln, Wahrscheinlichkeiten und Paradoxien zur Grundlage hat. Dies findet Ausdruck in Slogans wie:
- Alles hat eine Bedeutung und eine Nichtbedeutung, in Harmonie zueinander.
- Der Sinn hat einen Un-Sinn, und umgekehrt: der Un-Sinn hat einen Sinn.
- Alles ist möglich, das Unmögliche auch!

### Logik
Smarandache hat verschiedentlich logische Probleme konstruiert. Die von ihm so benannte „Smarandachesche Paradox“ ist eine Variante des bekannten Sorites-Paradoxons.
Smarandache schlägt eine Erweiterung der unscharfen und dialektischen Logik vor, die er „neutrophe Logik“ nennt. Dabei kann ein Sachverhalt nach Wahrscheinlichkeiten hinsichtlich Wahrheit, Falschheit und Unbestimmtheit bewertet werden. Die Unbestimmtheit ist genau dann gleich 0, wenn Falschheit oder Wahrheit mit 1 bewertet werden. Summieren sich die drei Werte bezüglich eines Sachverhalts auf 1, heißt dieser „vollbestimmt“ wahr. Größere Werte werden „überbestimmt“, kleinere „unterbestimmt“ genannt. Dies soll etwa einer Bewertung von Aggregaten von Informationen nützlich sein: widersprechen sich Expertenmeinungen, so soll der Fall als „überbestimmt“ ausgewertet werden, ungenügende Informationslage soll einer Bewertung als „unterbestimmt“ entsprechen. Darauf baut auch die von ihm gemeinsam mit J. Dezert vorgestellte Dezert-Smarandache-Theorie auf, eine Modifikation der Evidenztheorie von Dempster und Shafer. Eine vorgeschlagene Anwendung ist auch die Graphendarstellung kognitiver Bewertungen mittels sog. Fuzzy Cognitive Maps, wobei auch hier als zusätzliche Relation die Unbestimmtheit hinzugenommen wird. Smarandache verweist in seinen bisherigen Veröffentlichungen jedoch nur auf von Dritten tatsächlich implementierte Anwendungen von Fuzzy Cognitive Maps. Diese werden dann ebenfalls nachträglich erweitert. Eigenständige Anwendungen sind bisher nicht publiziert.

### Zahlentheorie und Statistik
In der Mathematik schrieb er zu Gebieten der Zahlentheorie und Statistik. Dabei beschrieb er Probleme, die er als neu und noch ungelöst präsentierte. Unter anderem gab er einigen Konstanten, teilweise speziellen Lösungen allgemeiner Funktionen, neue Namen. Auch definierte er zahlreiche Reihen und gab einigen gängigen Zahlenreihen neue Namen. Ein Beispiel ist die Reihe 1, 11, 112, 1123, 11235, ... wobei man den n-ten Wert erhält, indem man die Ziffern-Erweiterungen der ersten n Fibonacci-Zahlen verknüpft. Eine bereits u. a. von E. Lucas 1883 dargestellte Funktion wurde von Smarandache 1980 erneut als Smarandache-Funktion publiziert. Auch viele andere Vorschläge sind in ähnlicher Weise abhängig von bekannten Veröffentlichungen Dritter.
Siehe auch: Smarandache-Wellin-Zahl

### Geometrie
Smarandache schlug verschiedene Typen von Geometrien vor, die er als „Smarandachesche Geometrien“ bezeichnete. Diese sind nicht- oder nur teilweise euklidisch. Sie haben mindestens ein Axiom, das sich auf mindestens zwei verschiedene Weisen innerhalb des gleichen Gebietes verhält (zulässig und unzulässig, oder unzulässig auf unterschiedlichste Weise).
Ein Beispiel ist die Modifikation des fünften Axioms von Euklid, wie sie in zahlreichen bekannten Geometrien vorgenommen wird. In der Euklidischen und der parabolischen Geometrie hat eine Gerade genau eine Parallele durch einen gegebenen Punkt. In der Lobatschewskischen oder hyperbolischen Geometrie hat eine Gerade mindestens zwei Parallelen durch einen gegebenen Punkt. In der Riemannschen oder elliptischen Geometrie hat eine Gerade keine Parallele durch einen gegebenen Punkt. Dagegen gibt es in der „Smarandacheschen Geometrie“ Geraden, die keine Parallelen durch einen gegebenen Punkt haben und andere Geraden, die eine oder mehr Parallelen durch einen gegebenen Punkt besitzen. Dabei wird natürlich das fünfte Postulat auf mannigfache Weise verletzt. Smarandache ist weit radikaler als die bekannten nichteuklidischen Geometrien, da er Verstöße gegen sämtliche euklidische Axiome und beliebige Kombinationen aus euklidischen Axiomen oder ihren Negationen zulassen will. Howard Iseri konstruierte im Rahmen dieser Vorschläge ein Modell einer zweidimensionalen Geometrie, bei der das Euklidische Postulat durch verschiedene Festlegungen innerhalb desselben geometrischen Raumes ersetzt ist.

### Physik
Smarandache zufolge existiert neben Materie und Antimaterie „Unmaterie“ und es gibt keine Grenze der Lichtgeschwindigkeit. Diese Ansichten widersprechen allen etablierten wissenschaftlichen Theorien und zahlreichen experimentellen Befunden, ohne dass sie selbst empirisch belegt wären.

## Kritik an seinen Schriften
Smarandaches Werke haben zahlreiche Anhänger und Gegner.
Während es in der Mathematik, Logik und theoretischen Philosophie üblich ist, dass Forschungsbeiträge durch unabhängige Experten begutachtet und an etablierten Orten (wie renommierte Fachzeitschriften und Buchreihen etablierter Wissenschaftsverlage o. ä.) publiziert werden, hat Smarandache bisher keine Publikationen vorgelegt, die in diese Kategorie fallen. Die unabhängige akademische mathematische oder physikalische Fachliteratur bezieht sich bisher auch sonst nicht auf ihn. Ausnahmen finden sich nur in Publikationen seiner eigenen Anhänger. Das Internetportal arxiv.org, ein in den einschlägigen Fachdisziplinen etabliertes zentrales Publikationsarchiv, behandelt seine Beiträge nicht als seriöse Veröffentlichungen. Smarandache selbst spricht daher von einer „Mafia in der Wissenschaft“, die sich gegen ihn verschworen habe.
Viele anerkannte Experten betrachten seine Schriften als wissenschaftlich wertlos. Der Physik-Dozent Randall J. Scalise gibt einige Beispiele dafür, dass Smarandaches Thesen unsinnig sein müssen, wenn die moderne Physik gültig ist.
Ähnlich scharf kritisieren seine Gegner seine geometrischen Vorschläge.
Kritiker sehen Smarandache oft als Selbstdarsteller und beziehen sich dabei oft auf seine Präsenz im Internet.

## Publikationen
Viele seiner mehr als 75 Bücher erschienen sowohl gedruckt, als auch im Internet. Eine Auswahl davon ist:
Publikationen zur Mathematik und Logik
- F. Smarandache, A Unifying Field in Logics: Neutrosophic Logic. Neutrosophy, Neutrosophic Set, Neutrosophic Probability (third edition), Am. Res. Press, 143 p., 2003.
- F. Smarandache, editor, Proceedings of the First International Conference on Neutrosophy, Neutrosophic Logic, Neutrosophic Set, Neutrosophic Probability and Statistics, editor, University of New Mexico, Gallup Campus, Xiquan, Phoenix, 147 p., 2002.

Darstellende Kunst und Literatur
- Florentin Smarandache: OUTER-ART, Abaddaba, Rumänien, ISBN 973-8102-00-6 (enthält Graphiken als „Nicht-Kunst“)
- F. Smarandache, Le sens du non-sens (The Sense of the Non-Sense), non-poems, Ed. Artistiques, Fès, Morocco, 1983.
- F. Smarandache, A Trilogy in pARadOXisM: Avant-garde political dramas, ZayuPress, Hampton, VA, USA, 2005.